# Adelocosa anops
Adelocosa anops és una espècie d'aranya pertanyent a la família dels licòsids i l'única del gènere Adelocosa.

## Descripció
- Pot arribar a fer entre 12 i 19 mm de llargària total.
- La seua coloració varia entre el carabassa i el marró vermellós, més fosc i brillant a la part davantera.
- El cos és cobert amb una capa prima de pèls fins i blanquinosos.
- Absència d'ulls degut a la seua perfecta adaptació a la vida cavernícola.
- Els quelícers són de color marró vermellós fosc amb nombrosos pèls blanquinosos per damunt.
- Potes de color taronja molt brillant per damunt i pàl·lid per sota, i amb taques de color marró en els extrems dels segments.
- Abdomen blanquinós amb una capa de pèls pàl·lids.
- És verinosa, tot i que inofensiva per als humans.[3][2][4]

## Reproducció
La femella pon entre 15 i 30 ous per niuada i porta el sac d'ous a la boca fins que les cries neixen completament desenvolupades. És llavors quan les cries es traslladen al dors de la seua mare on viuran durant un temps fins que siguin prou independents com per a viure i caçar per si mateixes.

## Alimentació
Es nodreix de l'amfípode Spelaeorchestia koloana i d'artròpodes no nadius de les illes Hawaii.

## Hàbitat
Viu en coves de sòls molt rocallosos, lliures de sediments erosius i amb una humitat molt alta.

## Distribució geogràfica
Es troba a la cova Koloa de l'illa de Kauai (les illes Hawaii, els Estats Units). Només se'n coneixen tres poblacions.

## Estat de conservació
Es veu amenaçada per la pèrdua i el deteriorament del seu hàbitat, la qual cosa ja va començar amb l'arribada dels polinesis a les illes Hawaii i que continua avui dia amb l'expansió agrícola i el desenvolupament humà. A més, la utilització de productes químics i biològics per controlar els insectes no nadius (com ara, formigues i paneroles), les sequeres, les visites a les coves i la presència o introducció d'espècies competidores o depredadores no nadiues de les illes suposen altres entrebancs afegits per a la seua supervivència.